# Давіде Асторі
Даві́де Асто́рі (італ. Davide Astori; 7 січня 1987, Сан-Джованні-Б'янко — 4 березня 2018) — італійський футболіст, захисник клубу «Фіорентина» та національної збірної Італії.

## Клубна кар'єра
Вихованець юнацьких команд футбольних клубів «Понте Сан П'єтро» та «Мілана».
2005 року почав потрапляти до заявки основної команди «Мілана», однак дебютувати в офіційних матчах за цю команду так і не зміг.
Протягом 2006—2007 років захищав на умовах оренди кольори команди клубу «Піццигеттоне».
Своєю грою за останню команду привернув увагу представників тренерського штабу іншого клубу Серії C1 «Кремонезе», до складу якого приєднався, також на умовах оренди, 2007 року. Відіграв за кремонську команду наступний сезон своєї ігрової кар'єри. Більшість часу, проведеного у складі «Кремонезе», був основним гравцем захисту команди.
До складу клубу «Кальярі» приєднався 2008 року. Наразі встиг відіграти за головну команду Сардинії 87 матчів в національному чемпіонаті.

## Виступи за збірні
Протягом 2004—2005 років року залучався до складу юнацької збірної Італії, взяв участь у 4 іграх на юнацькому рівні.
2011 року дебютував в офіційних матчах у складі національної збірної Італії. У дебютному матчі за основну збірну країни, товариській грі проти збірної України 29 березня 2011 року, вийшов на заміну на 17 хвилині, а вже на 75 хвилині був вилучений з поля, встигши отримати два попередження.

## Статистика виступів

### Статистика клубних виступів
| Сезон               | Команда             | Чемпіонат           | Чемпіонат | Чемпіонат | Національний кубок | Національний кубок | Національний кубок | Єврокубки | Єврокубки | Єврокубки | Інші змагання | Інші змагання | Інші змагання | Усього | Усього |
| Сезон               | Команда             | Ліга                | Ігор      | Голів     | Ліга               | Ігор               | Голів              | Ліга      | Ігор      | Голів     | Ліга          | Ігор          | Голів         | Ігор   | Голів  |
| ------------------- | ------------------- | ------------------- | --------- | --------- | ------------------ | ------------------ | ------------------ | --------- | --------- | --------- | ------------- | ------------- | ------------- | ------ | ------ |
| 2005–06             | «Мілан»             | A                   | 0         | 0         | КІ                 | 0                  | 0                  | -         | -         | -         | -             | -             | -             | 0      | 0      |
| 2006–07             | «Піццигеттоне»      | C1                  | 25+2      | 1+0       | КІ                 | 0                  | 0                  | -         | -         | -         | -             | -             |               | 27     | 1      |
| 2007–08             | «Кремонезе»         | C1                  | 31+2      | 0+0       | КІ                 | 0                  | 0                  | -         | -         | -         | -             | -             | -             | 33     | 0      |
| 2008–09             | «Кальярі»           | A                   | 10        | 0         | КІ                 | 1                  | 0                  | -         | -         | -         | -             | -             | -             | 11     | 0      |
| 2009–10             | «Кальярі»           | A                   | 34        | 2         | КІ                 | 1                  | 0                  | -         | -         | -         | -             | -             | -             | 35     | 2      |
| 2010–11             | «Кальярі»           | A                   | 36        | 0         | КІ                 | 0                  | 0                  | -         | -         | -         | -             | -             | -             | 36     | 0      |
| 2011–12             | «Кальярі»           | A                   | 7         | 0         | КІ                 | 1                  | 0                  | -         | -         | -         | -             | -             | -             | 8      | 0      |
| Усього за «Кальярі» | Усього за «Кальярі» | Усього за «Кальярі» | 87        | 2         |                    | 3                  | 0                  |           | -         | -         |               | -             | -             | 90     | 2      |
| Усього за кар'єру   | Усього за кар'єру   | Усього за кар'єру   | 147       | 3         |                    | 3                  | 0                  |           | -         | -         |               | -             | -             | 150    | 3      |

### Статистика виступів за збірну
| Дата       | Місто | Господарі | Результат | Гості  | Турнір           | Голи | Примітки |
| ---------- | ----- | --------- | --------- | ------ | ---------------- | ---- | -------- |
| 29/03/2011 | Київ  | Україна   | 0 – 2     | Італія | товариський матч | 0    | 17'; 74' |
| Усього     |       | Матчів    | 1         |        | Голів            | 0    |          |